# خالد فاضل
خالد فاضل (29 سبتمبر 1976 تونس تونس - ) هو لاعب كرة قدم تونسي يلعب كحارس مرمى، شارك في الألعاب الأولمبية الصيفية 2004.

## روابط خارجية
- خالد فاضل على موقع الاتحاد الدولي (مؤرشف)  (الإنجليزية)
- خالد فاضل على موقع اتحاد تركيا (لاعب) (الإنجليزية)
- خالد فاضل على موقع قاعدة بيانات كرة القدم.إي يو (الإنجليزية)
- خالد فاضل على موقع ناشيونال فوتبول تيمز (الإنجليزية)
- خالد فاضل على موقع اللجنة الأولمبية الدولية (الإنجليزية)
- خالد فاضل على موقع أوليمبيديا (الإنجليزية)